# Brigitte Pokornik
Brigitte Pokornik (* 1950 in Wien) ist eine österreichische Kinderbuchautorin und Spieleautorin.

## Leben
Pokornik studierte zunächst Soziologie und Völkerkunde in Wien. Anschließend wechselte sie an die Hochschule für angewandte Kunst Wien, die sie mit Erfolg absolvierte. Nachdem sie zunächst als Designerin und Künstlerin gearbeitet hatte, widmete sie sich später der Gestaltung von Bilderbüchern, die sie unter anderen beim Coppenrath Verlag veröffentlichte, und der Entwicklung von Spielen.
Viele ihrer Bücher schrieb sie zusammen mit Karin Blume, sie wurden in mehrere Sprachen übersetzt und erschienen auch als Hörbuch.
2013 erhielt sie den Deutschen Lernspielpreis für mimikri.

## Ludographie (Auswahl)
- 2004 Regenbogenschlange (Amigo)
- 2008 Wackelkuh (HABA)
- 2012 mimikri (Zoch Verlag)

## Werke (Auswahl)
- Kribbel-Krabbel Mein lustiges Fingerspielbuch, Coppenrath, 1995, ISBN 978-3815712870
- Trippel-Trappel – Mein Lustiges Fingerspielbuch, Coppenrath, 1995, ISBN 978-3815712887
- Mein Mauseloch-Buch, Coppenrath, 1996, ISBN 978-3815714386